# Galeras (Sucre)
Galeras ist eine Gemeinde (municipio) im Departamento Sucre in Kolumbien. 

## Geographie
Galeras liegt im Zentrum von Sucre, in der Subregion Sabanas auf einer Höhe von 80 m ü. NN etwa 80 km von Sincelejo entfernt und hat eine Jahresdurchschnittstemperatur von 32 °C. Galeras besteht neben dem städtischen Teil aus fünf Corregimientos und 17 veredas (ländliche Verwaltungsuntereinheiten). Die Gemeinde grenzt im Norden an Sincé, im Osten an Magangué im Departamento de Bolívar, im Süden an San Benito Abad und im Westen an Sincé und El Roble.

## Bevölkerung
Die Gemeinde Galeras hat 21.548 Einwohner, von denen 13.240 im städtischen Teil (cabecera municipal) der Gemeinde leben (Stand: 2019).

## Geschichte
Galeras erhielt 1968 den Status einer Gemeinde. Galeras wurde insbesondere von San Cosme, einem Nachbardorf, aus besiedelt. Zwischenzeitlich erlangte Galeras mehrfach administrative Selbstständigkeit, die jedoch erst ab 1968 dauerhaft war.

## Wirtschaft
Der wichtigste Wirtschaftszweig von Galeras ist die Landwirtschaft. Insbesondere werden Reis, Maniok, Mais und Obst angebaut. Zudem gibt es Rinder- und Milchproduktion.

## Kultur
Eine künstlerische Tradition in Galeras sind die „lebenden Bilder“. Familien oder Kleingruppen erstellen lebensgroße Dioramen, in denen die Figuren von lebenden Menschen dargestellt werden. An bestimmten Tagen werden „die Straßen geschmückt“, indem diese gleichzeitig gezeigt werden. Dies zieht viele Zuschauer an.
Im Jahr 2024 wurde „Lebendige Bilder von Galeras“  von der UNESCO in die Repräsentative Liste des immateriellen Kulturerbes der Menschheit aufgenommen.